# Chanzeaux
Chanzeaux é uma ex-comuna francesa na região administrativa da Pays de la Loire, no departamento de Maine-et-Loire. Estendeu-se por uma área de 31,47 km². Em 2010 a comuna tinha 1 160 habitantes (densidade: 36,9 hab./km²).
Em 15 de dezembro de 2015 foi fundida com as comunas de La Chapelle-Rousselin, Chemillé-Melay, Cossé-d'Anjou, La Jumellière, Neuvy-en-Mauges, Sainte-Christine, Saint-Georges-des-Gardes, Saint-Lézin, La Salle-de-Vihiers, La Tourlandry e Valanjou para a criação da nova comuna de Chemillé-en-Anjou.

## Demografia
| 1793 | 1800 | 1806 | 1821 | 1831 | 1836 | 1841 | 1846 | 1851 |
| ---- | ---- | ---- | ---- | ---- | ---- | ---- | ---- | ---- |
| 1795 | 1025 | 724  | 1466 | 1774 | 1665 | 1703 | 1786 | 1776 |

| 1856 | 1861 | 1866 | 1872 | 1876 | 1881 | 1886 | 1891 | 1896 |
| ---- | ---- | ---- | ---- | ---- | ---- | ---- | ---- | ---- |
| 1800 | 1789 | 1641 | 1585 | 1482 | 1474 | 1457 | 1391 | 1320 |

| 1901 | 1906 | 1911 | 1921 | 1926 | 1931 | 1936 | 1946 | 1954 |
| ---- | ---- | ---- | ---- | ---- | ---- | ---- | ---- | ---- |
| 1319 | 1333 | 1350 | 1223 | 1229 | 1177 | 1175 | 1213 | 1146 |

| 1962 | 1968 | 1975 | 1982 | 1990 | 1999 | 2005 | - | - |
| --- | ---- | ---- | ---- | ---- | ---- | ---- | - | - |
| 1159 | 1084 | 1045 | 948  | 907  | 944  | 1044 | - | - |
| Para os censos de 1962 a 2006 a população legal corresponde à popolução sem duplicidades, segundo define o INSEE. |      |      |      |      |      |      |   |   |